# Monument voor bombardementsslachtoffers (Ede)
Het Monument voor bombardementsslachtoffers in Ede is opgericht ter nagedachtenis aan de slachtoffers van de bombardementen op 17 september 1944. Het monument bevindt zich aan de Parkweg in Ede-Zuid, ter hoogte van de kruising met de Johannes Bosboomlaan.

## Bombardementen
De bombardementen werden uitgevoerd door de Geallieerde strijdkrachten, bij aanvang van de slag om Arnhem tijdens operatie Market Garden. 's Ochtends werd het bombardement uitgevoerd door de USAAF en 's middags door de RAF. Aan het middagbombardement deden ook een Nederlands en Frans squadron mee. Het doel waren de kazernes ten oosten van Ede. Door het slechte zicht kwamen veel bommen verkeerd terecht. Hierbij vielen in totaal 69 doden. Gewonden en daklozen werden na het bombardement opgevangen in de toenmalige basisscholen van Ede-Zuid: Koepelschool, Oranje Nassauschool en Zuiderpoort.

## Monument
Het monument bestaat uit drie panelen met erboven een gestileerde vliegtuigvleugel waarin bommenwerpers zijn weergegeven. Deze vliegtuigvleugel is ontworpen en vervaardigd door leerlingen van ROC A12. Het middelste paneel geeft een samenvatting van de gebeurtenissen, het linker paneel bevat de namen van de slachtoffers van het ochtendbombardement en het rechter paneel de namen van de slachtoffers van het middagbombardement.
Het monument is op donderdag 17 september 2009, precies 65 jaar na dato, onthuld door o.a. burgemeester Van der Knaap, om exact 11.38 uur: het moment waarop de eerste bom viel.
Jaarlijks is er rond deze datum een kranslegging bij het monument. Het monument wordt bij toerbeurt een jaar geadopteerd door een van de bovengenoemde basisscholen.

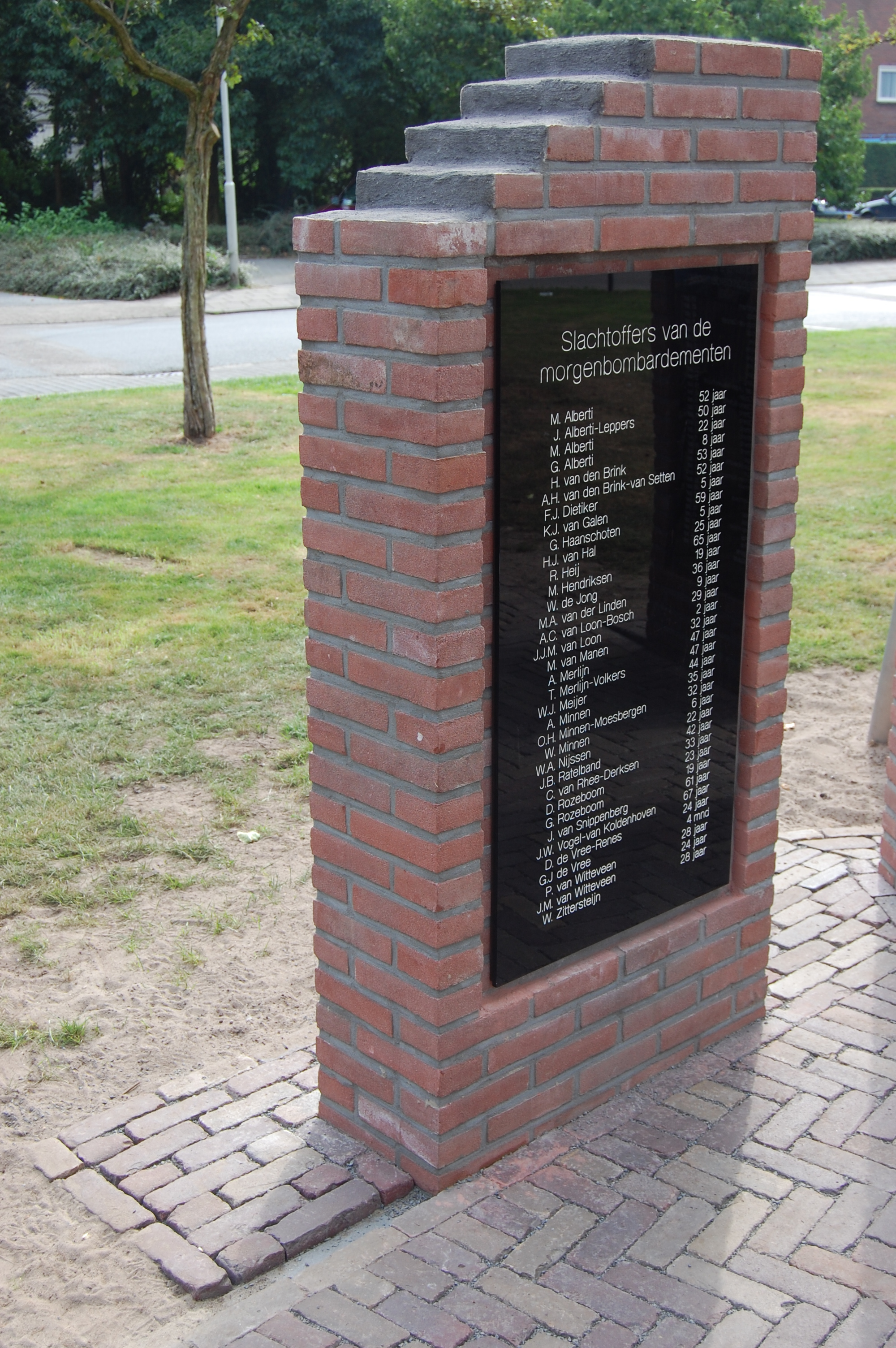
Linker paneel
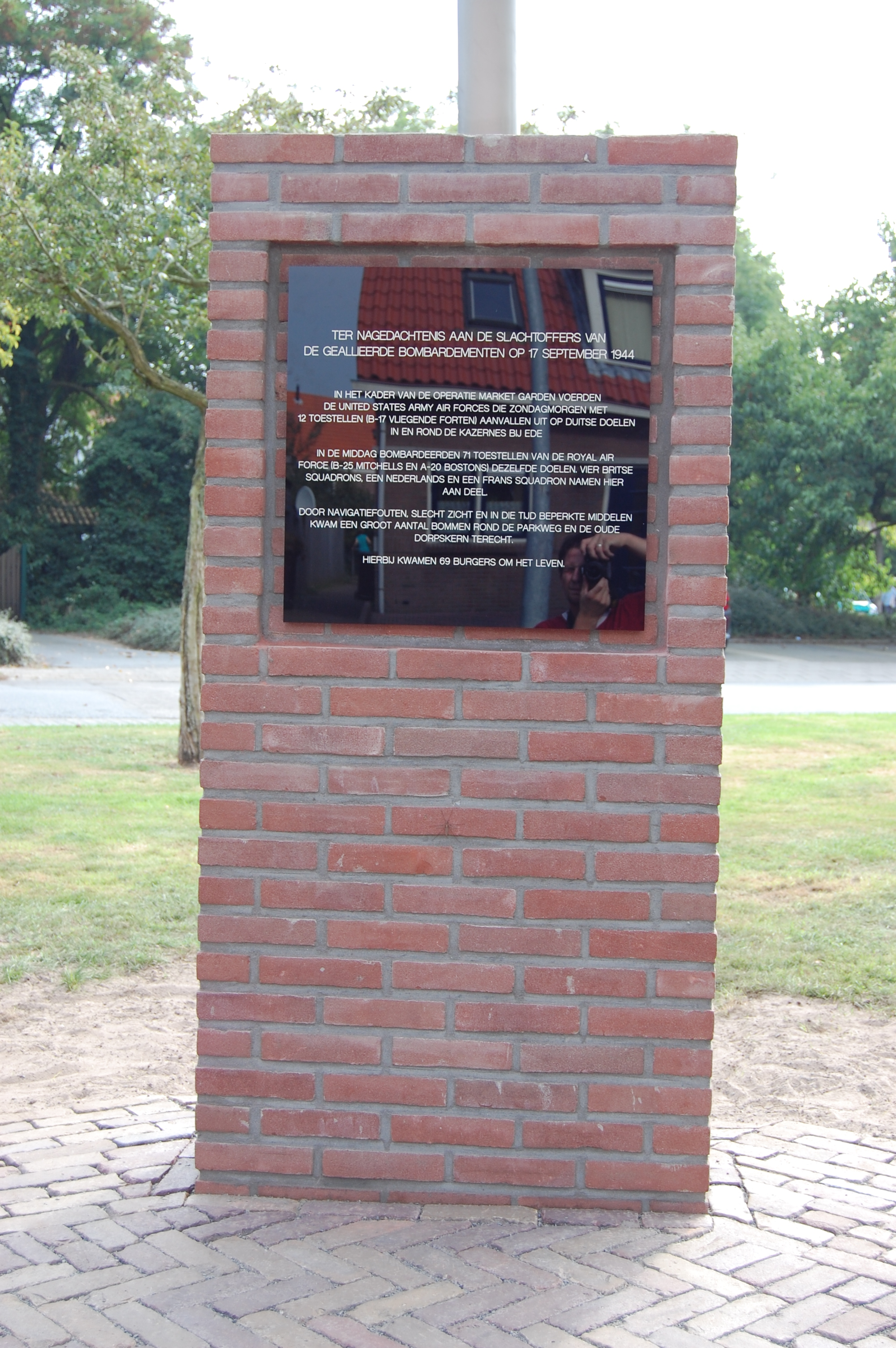
Middenpaneel
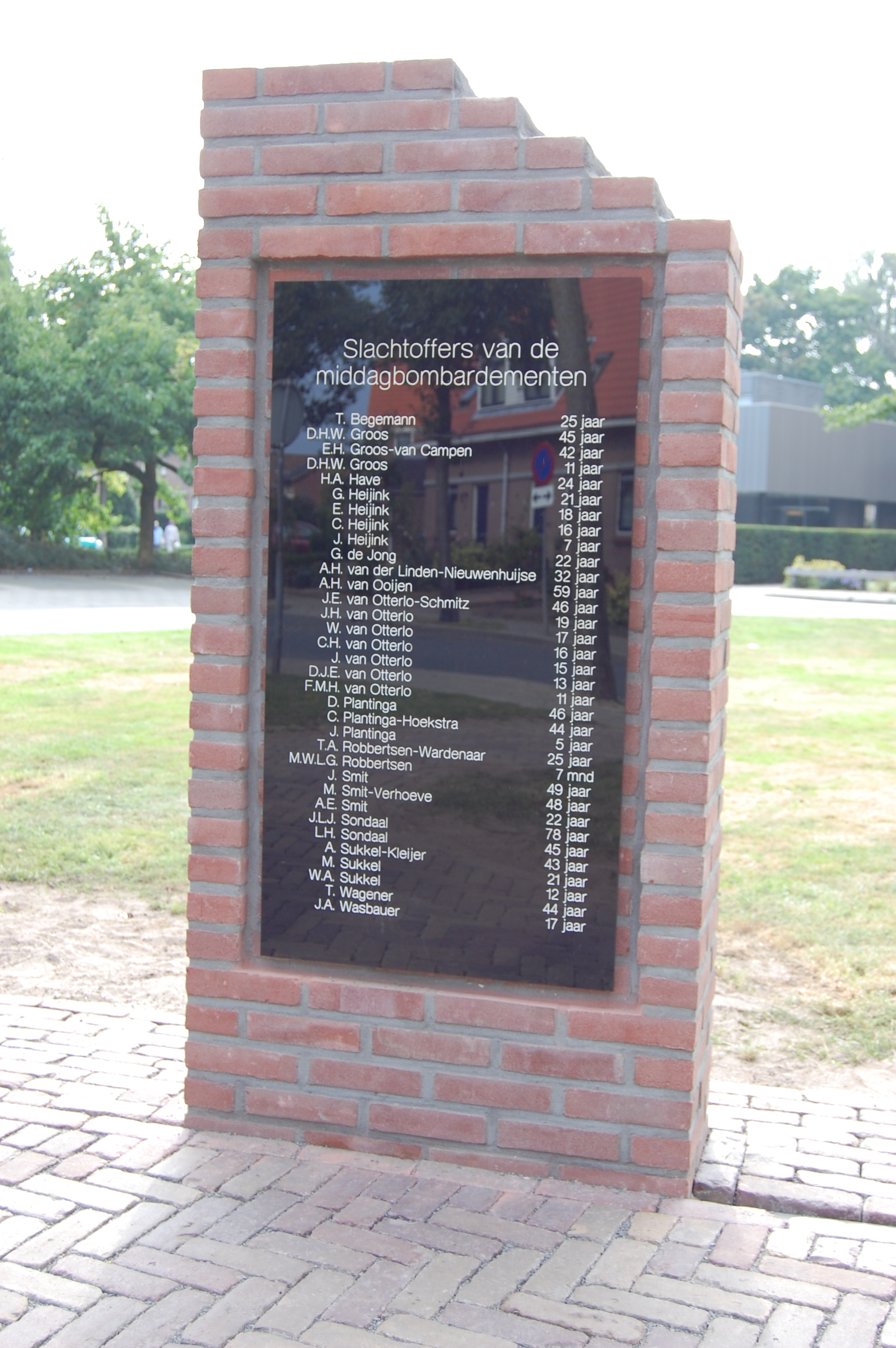
Rechter paneel
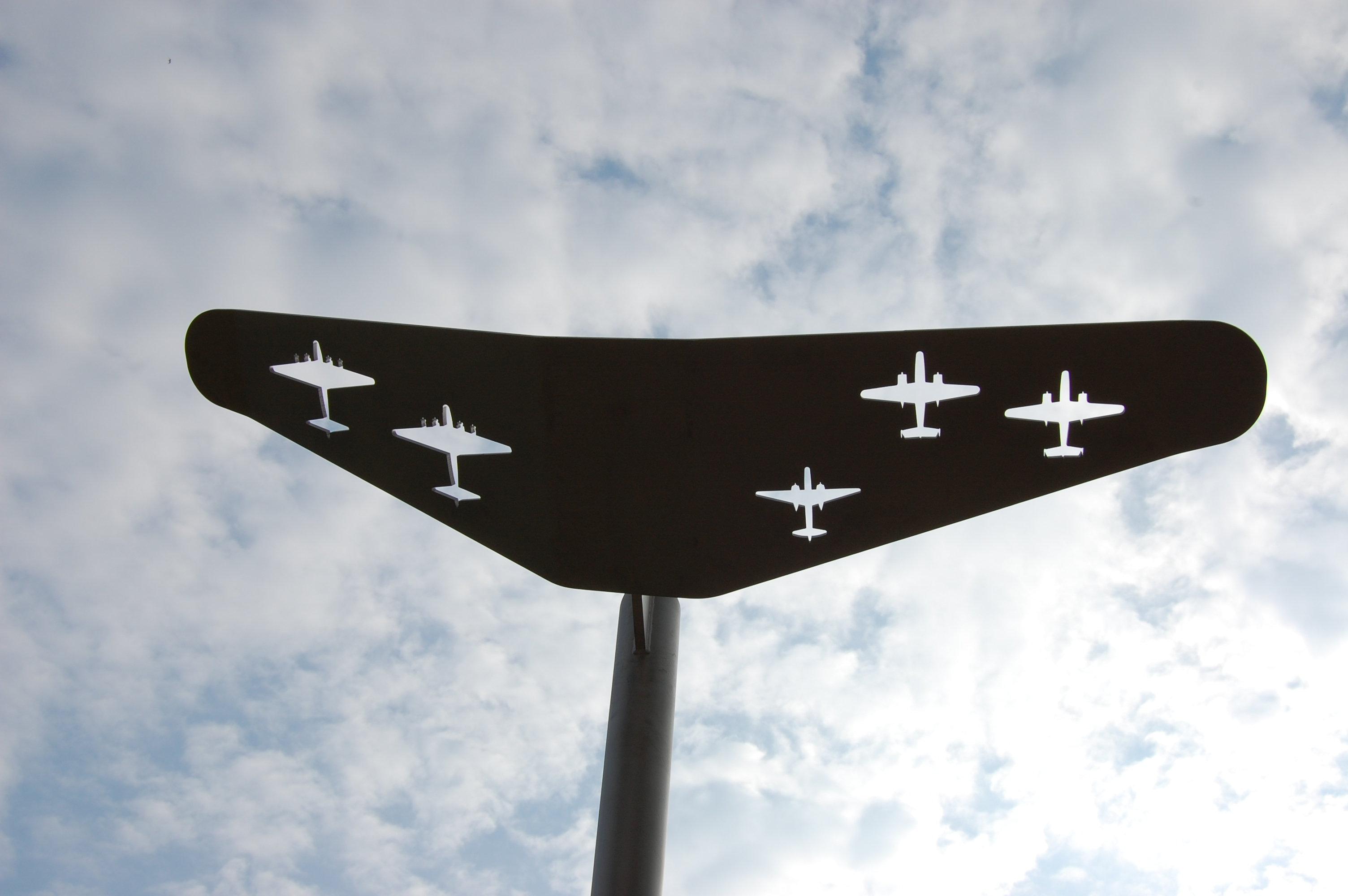
Boven het middenpaneel